# Carl Attrezzi e la luce fantasma
Carl Attrezzi e la luce fantasma (Mater and the Ghostlight) è un cortometraggio prodotto dalla Pixar Animation Studios. È un diretto spin-off del film Cars - Motori ruggenti, distribuito nel DVD della pellicola.

## Trama
Il malandato autocarro-meccanico Carl Attrezzi, detto Cricchetto, ha compiuto diversi scherzi ai danni dei suoi concittadini veicoli di Radiator Springs. Essi decidono di ricambiare, così lo Sceriffo gli racconta una storia terribile da lui inventata e basata su una leggenda del luogo: il "Semaforo Fantasma". Secondo la leggenda, il Semaforo Fantasma sarebbe un misterioso globo di luce blu che si aggira sulle strade della zona nelle notti d'estate e fa scomparire nel nulla i veicoli che incontra sul suo cammino. Dopo che Cricchetto, piuttosto intimorito, ha fatto ritorno alla sua abitazione e sta cercando di tranquillizzarsi, Saetta e Guido appendono una lanterna blu al suo gancio. Cricchetto crede quindi di essere inseguito dal Semaforo Fantasma e si mette a correre spaventato ed a tutta velocità per le strade di Radiator Springs, per poi accorgersi della burla e venire raggiunto dagli amici, che lo tranquillizzano, con Doc che gli dice che l'unica cosa di cui aver paura sono le proprie fantasie e, ovviamente, la Strega Urlante. Il corto termina con Cricchetto di nuovo solo e impaurito, sovrastato da un'enorme ruspa a cui raccomanda di fare attenzione alla Strega Urlante, non rendendosi conto che proprio quella è la strega.